# Ostrobòtnia Central
Ostrobòtnia Central és una regió de Finlàndia (maakunta / landskap). Kokkola és el cap de la regió. La regió d'Ostrobòtnia Central compta amb els 8 municipis següents (en negreta es marquen les ciutats): Halsua, Kannus, Kaustinen, Kokkola, Lestijärvi, Perho, Toholampi i Veteli.